# Pont au Double
A Pont au Double (Ponte ao Duplo) é uma ponte cruzando o Sena em Paris, França.

## Situação
Ela liga o 4.º arrondissement, ao nível do adro da catedral de Notre-Dame de Paris, na Île de la Cité, ao 5.º arrondissement, no quai de Montebello.
Este local é servido pelas estações de metrô Cité, Cluny-La Sorbonne, Maubert-Mutualité e Saint-Michel.

## História

### Primeira ponte
Em 1515, foi demandado por Francisco I para construir uma ponte sobre o pequeno braço do Sena, a fim de instalar os pacientes perto do Hôtel-Dieu.
Em 5 de agosto de 1626, o Hôtel-Dieu recebeu autorização para lançar uma ponte de pedra sobre o pequeno braço do Sena, a montante da Petit-Pont em detrimento do hospital. Os desenhos e as especificações são elaborados pelo empresário Christophe Gamard e Louis Noblet. Empreiteiros, Christophe Gamart é responsável pela construção do edifício e Louis Noblet pela execução da ponte com três arcos (11,78 m - 15,70 m - 11,78 m). A construção da ponte dura de setembro de 1626 a setembro de 1632. A recepção da ponte é feita no dia 11 de agosto de 1632. O edifício para ligar os edifícios do Hôtel-Dieu nas duas margens do rio Sena foi construído em 1634. Um acórdão do Conselho de Estado, de 24 de abril de 1634 organiza o pedágio de um duplo dinheiro para cada homem a pé. Este pedágio deu o seu nome à ponte, a Pont au Double, Ponte ao Duplo. Esta ferramenta irá continuar até 1789 e deixar muitos infeliz, ser objeto de discussões sobre as regras para definir quem era isento. Os quartos do hospital localizados acima da ponte têm sido uma importante fonte de poluição do pequeno braço do Sena.
A construção da ala Saint-Charles do Hôtel-Dieu, em 1651, irá suprimir um palmo. A ponte Saint-Charles foi construída entre a Petit-Pont e a pont au Double por ligar a novas salas às antigas.

### Segunda ponte

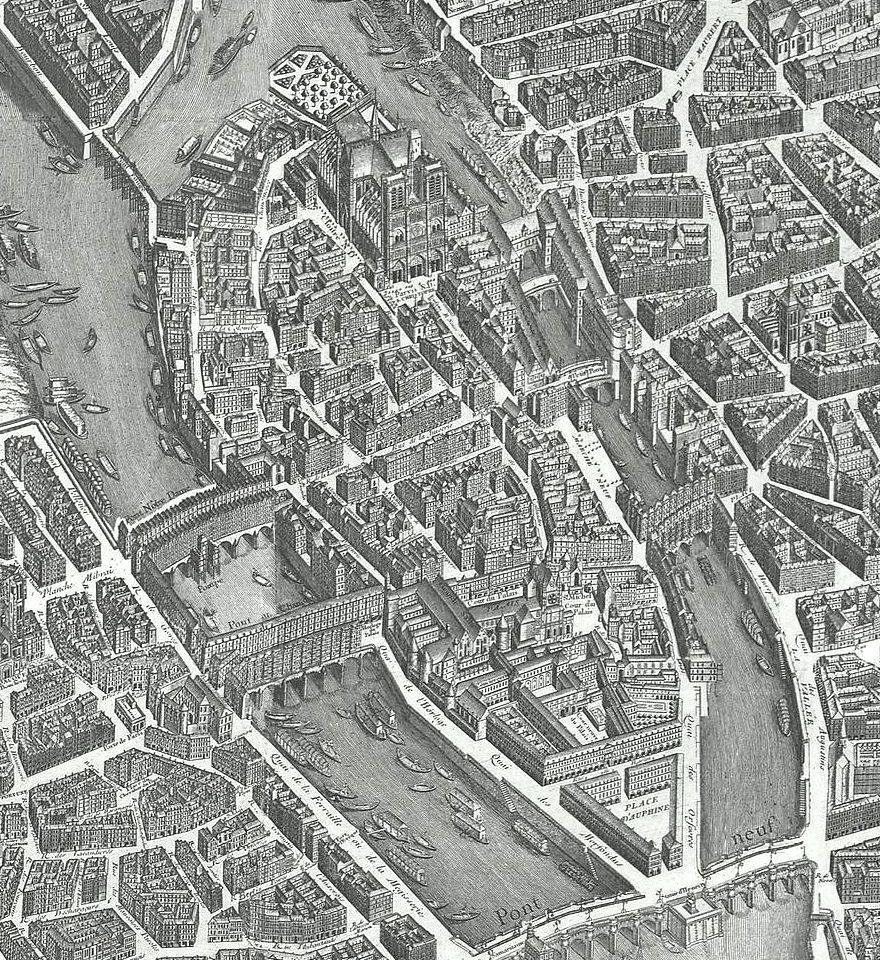
A île de la Cité e suas pontes sobre o mapa de Turgot (1739)

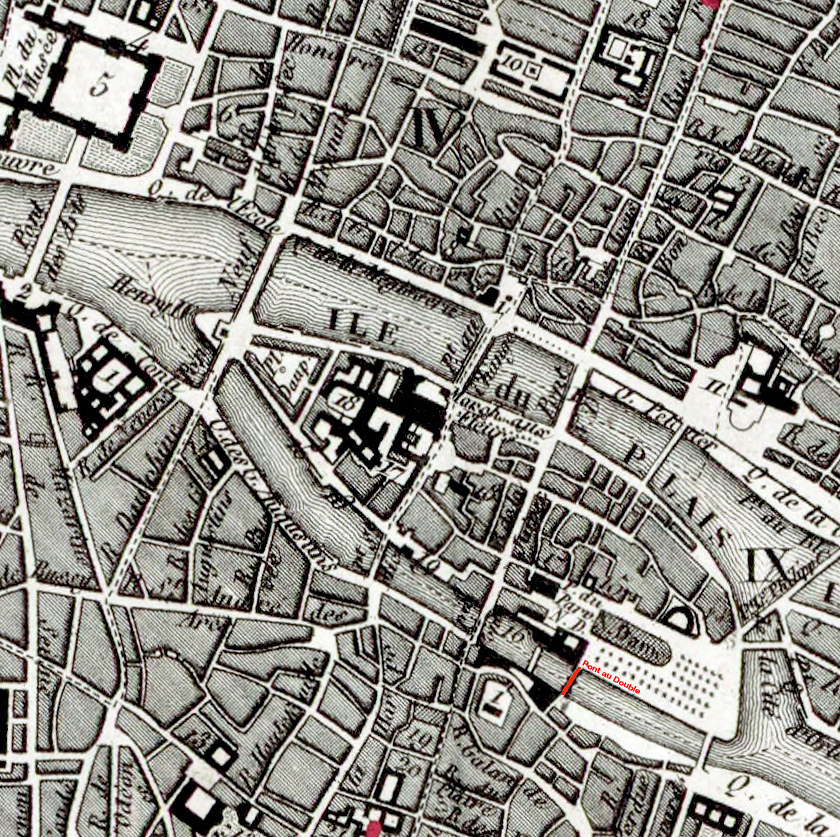
Extrato do mapa da Cidade de Paris Donnet (Kaufmann) de 1837

A ponte desaba em 31 de dezembro de 1709 e é imediatamente reconstruída com as salas situadas acima. As salas foram abatidas entre 27 de outubro de 1824 e 7 de junho de 1825.
A ponte Saint-Charles desapareceu em 1836, durante uma fase de reconstrução do Hôtel-Dieu, entre a pont au Double e a Petit-Pont. Ela é substituída por uma passarela coberta de madeira.

### Terceira ponte
A ruptura de navegação ocasionada pela baixo âmbito de suas travessas levou à demolição da ponte, em 1847. Ela foi reconstruída em alvenaria com uma única extensão de 31 m de abertura por empreiteiros Gariel e Garnier. A travessa é desfeita no início de 1848. A ponte suporta então uma via pública.
O Hôtel-Dieu foi reconstruído em sua localização atual, ao norte do parvis Notre-Dame depois de 1865. A rue d'Arcole é reconstruída de acordo com um novo eixo é desenhado no alinhamento da pont d'Arcole e da fachada da catedral. Os últimos edifícios subsistentes, incluindo a ala Saint-Charles e a passarela Saint-Charles, foram destruídos em 1878. A extensão da rue Monge vai levar ao estudo de uma nova ponte ligeiramente deslocada do seu local original para colocá-la no eixo da rue d'Arcole e a pont d'Arcole a fim de formar um eixo norte-sul coerente. Um primeiro esboço de um arco em alvenaria é proposto pelo engenheiro-chefe das pontes e estradas Bernard em 1877. O conselho geral de pontes e estradas foi convidado para apresentar um novo projeto com um arco metálico. Um novo projeto foi apresentado ao Conselho municipal em 1879 que foi aprovado.

### Quarta ponte

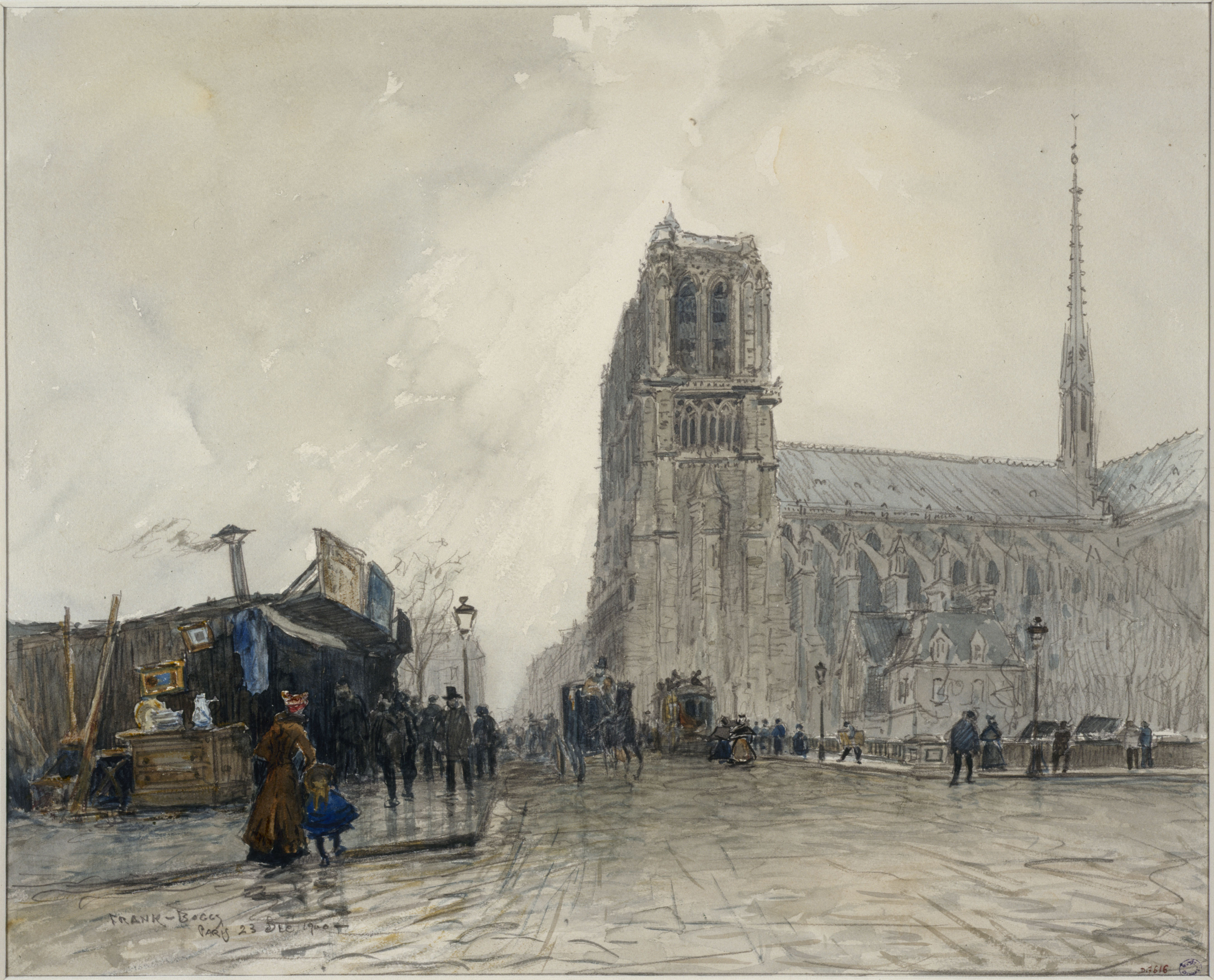
Pont au Double em 1900 (Frank Myers Boggs)

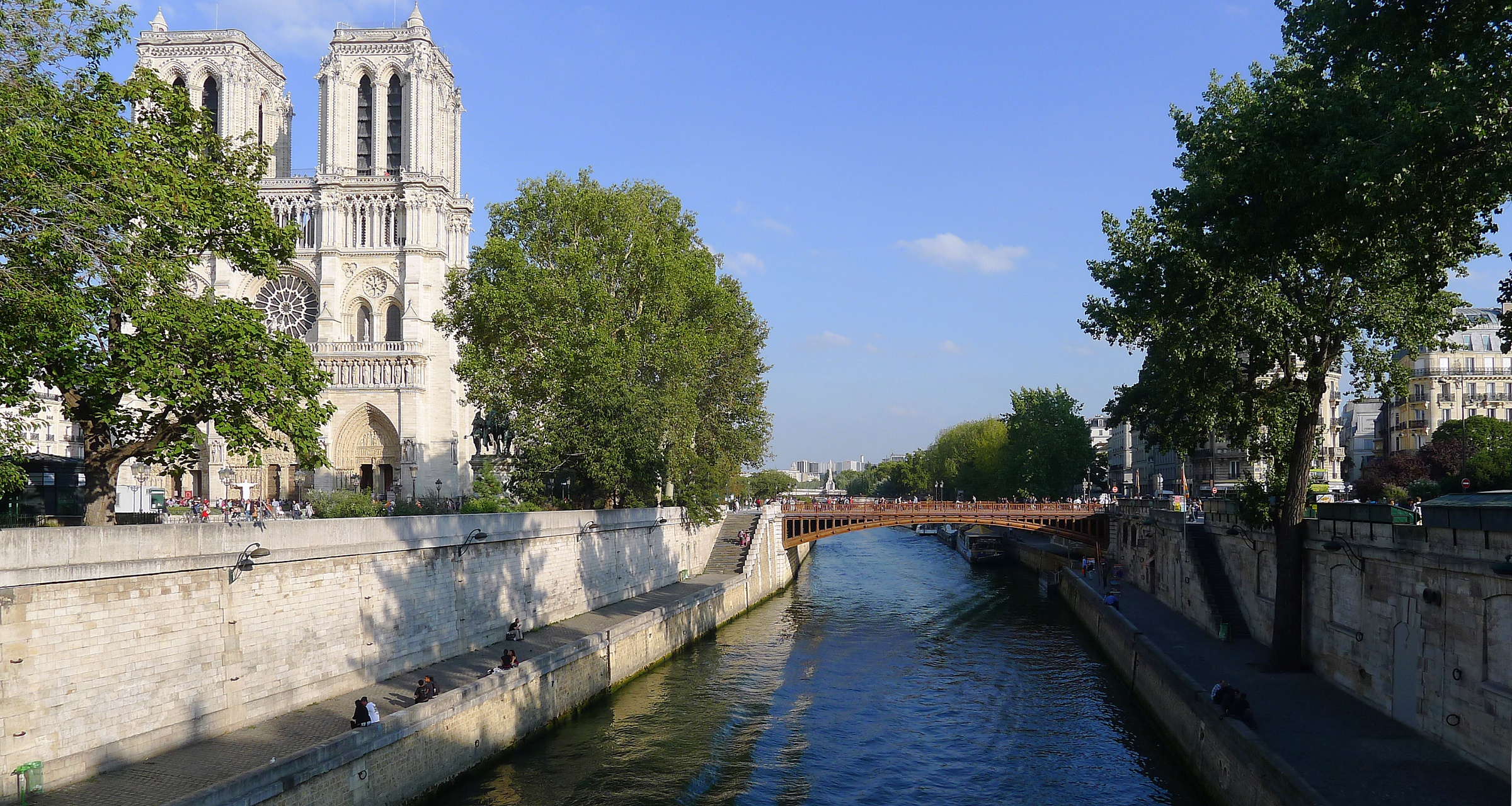
A pont au Double liga o 4.º arrondissement, ao nível do parvis da catedral de Notre-Dame de Paris, ao 5.º arrondissement (a direita).

O projeto de uma nova ponte de um arco de ferro fundido, que é elaborado pelo engenheiro Jules Lax (engenheiro das pontes e estradas em 1867), designado para o dia 29 de fevereiro de 1880. O projeto foi aprovado em 23 de março de 1883. A ponte é construída neste ano, ao mesmo tempo que os cais.
A arca é composta de 11 arcos em ferro fundido, 31 metros de abertura, composta de segmentos reunidos por aparafusamento, com espaçadores de aço. Os arcos das faces a montante e a jusante, bem como as cornijas foram revestidas em cobre. O processo de revestimento em cobre galvânico do guarda-corpos havia sido desenvolvido pelo Sr. Oudry.
As degradações da estrutura em ferro fundido e o revestimento de cobre foram constatados. O trabalho foi restaurado em novembro de 2002.

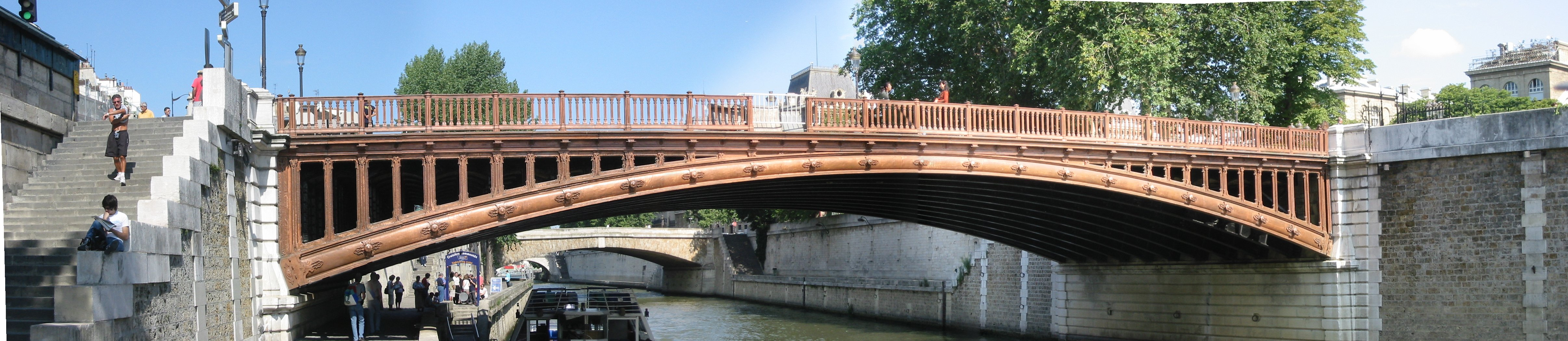

## Galeria

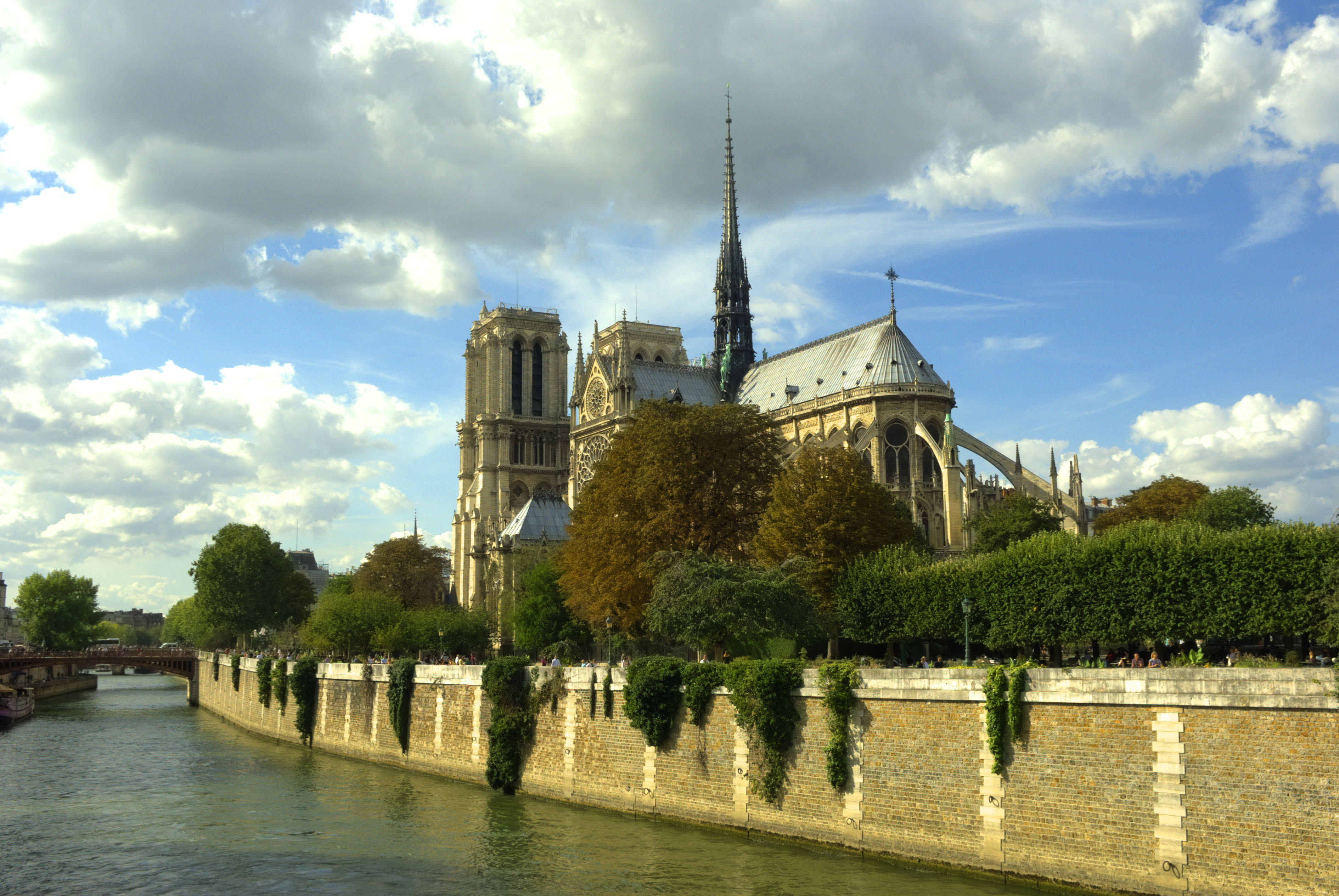
Vista com a catedral de Notre-Dame.
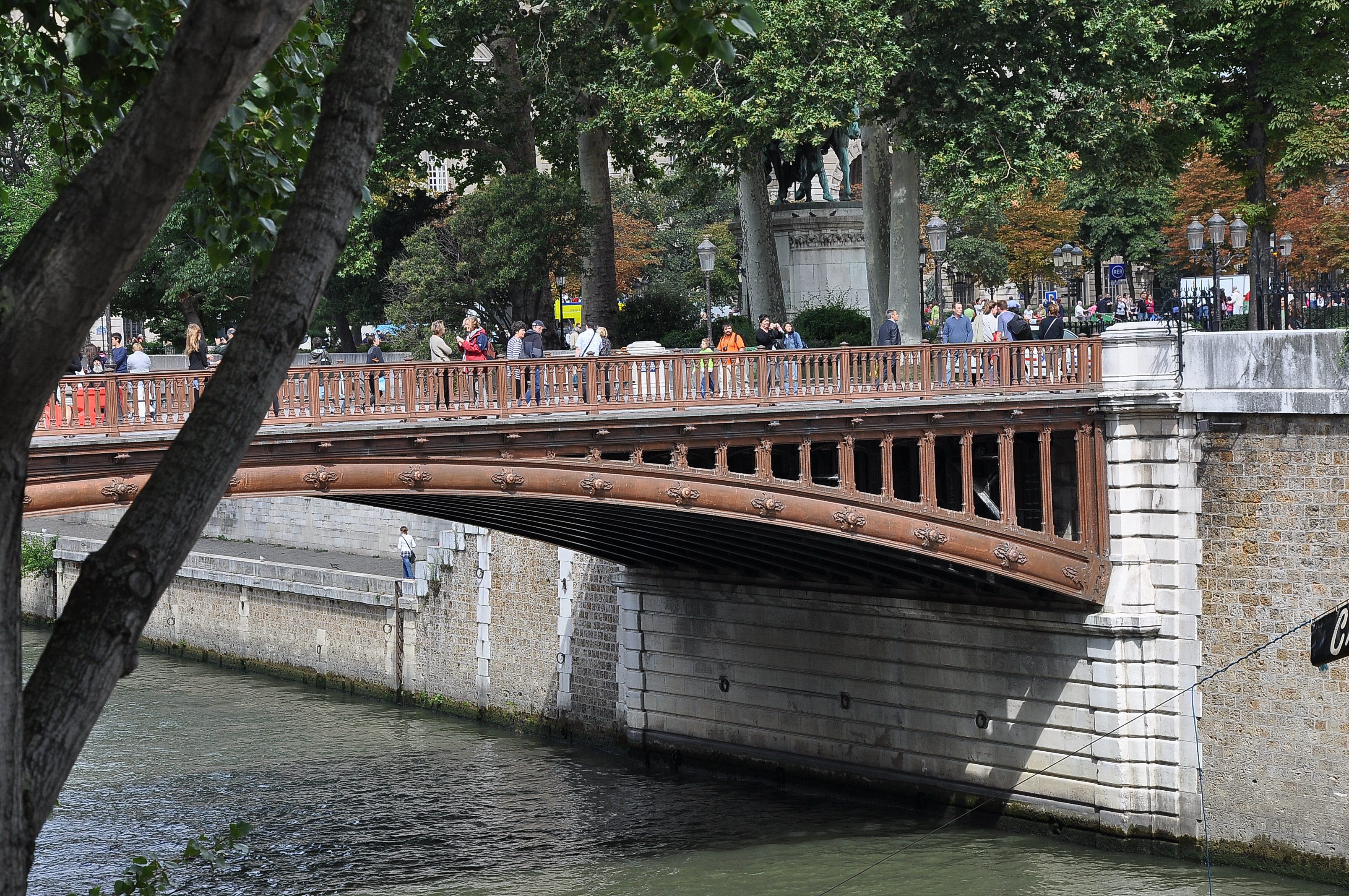
Vista do lado de Nossa Senhora.
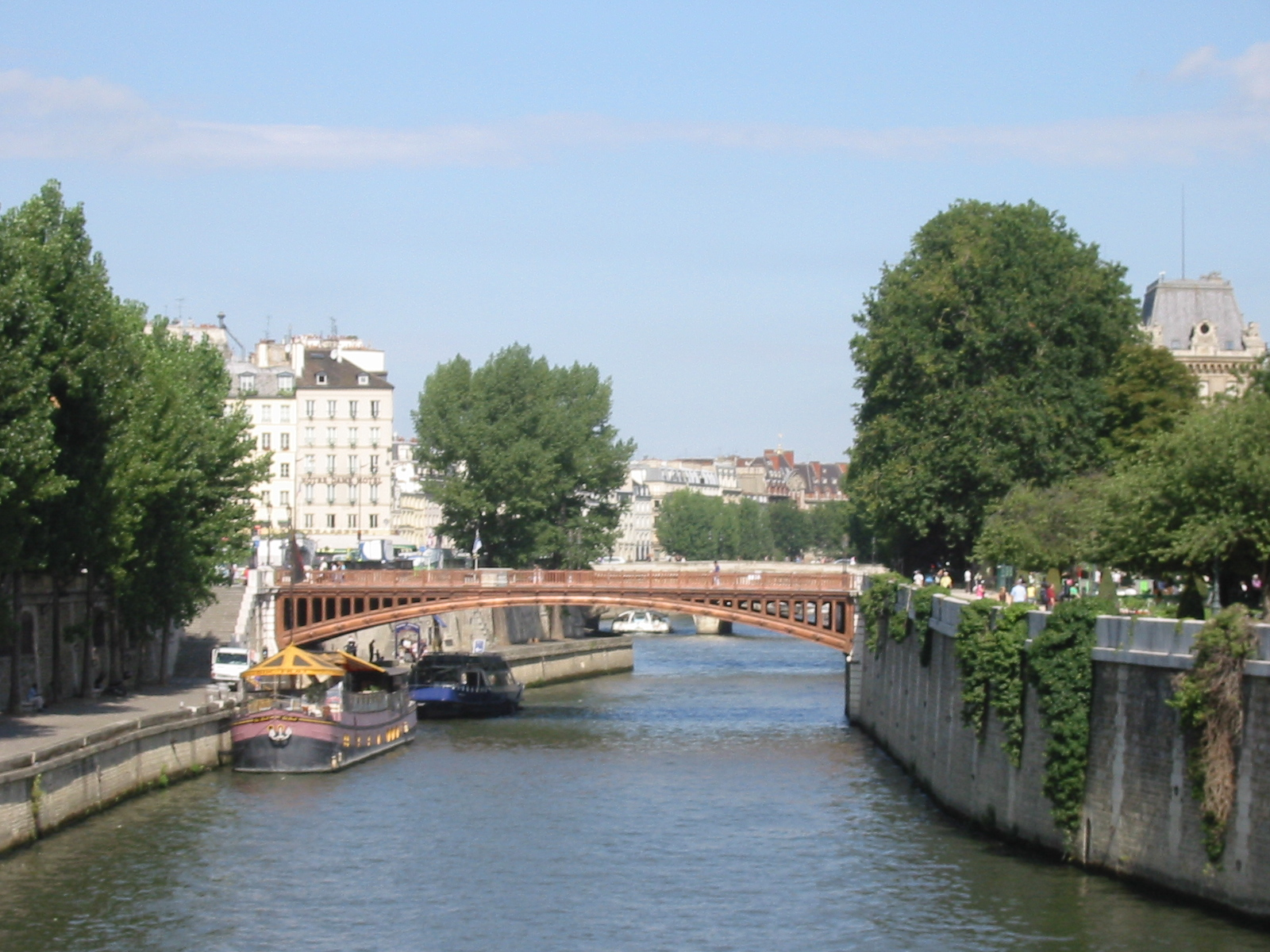
Vista a partir da Pont de l'Archevêché.
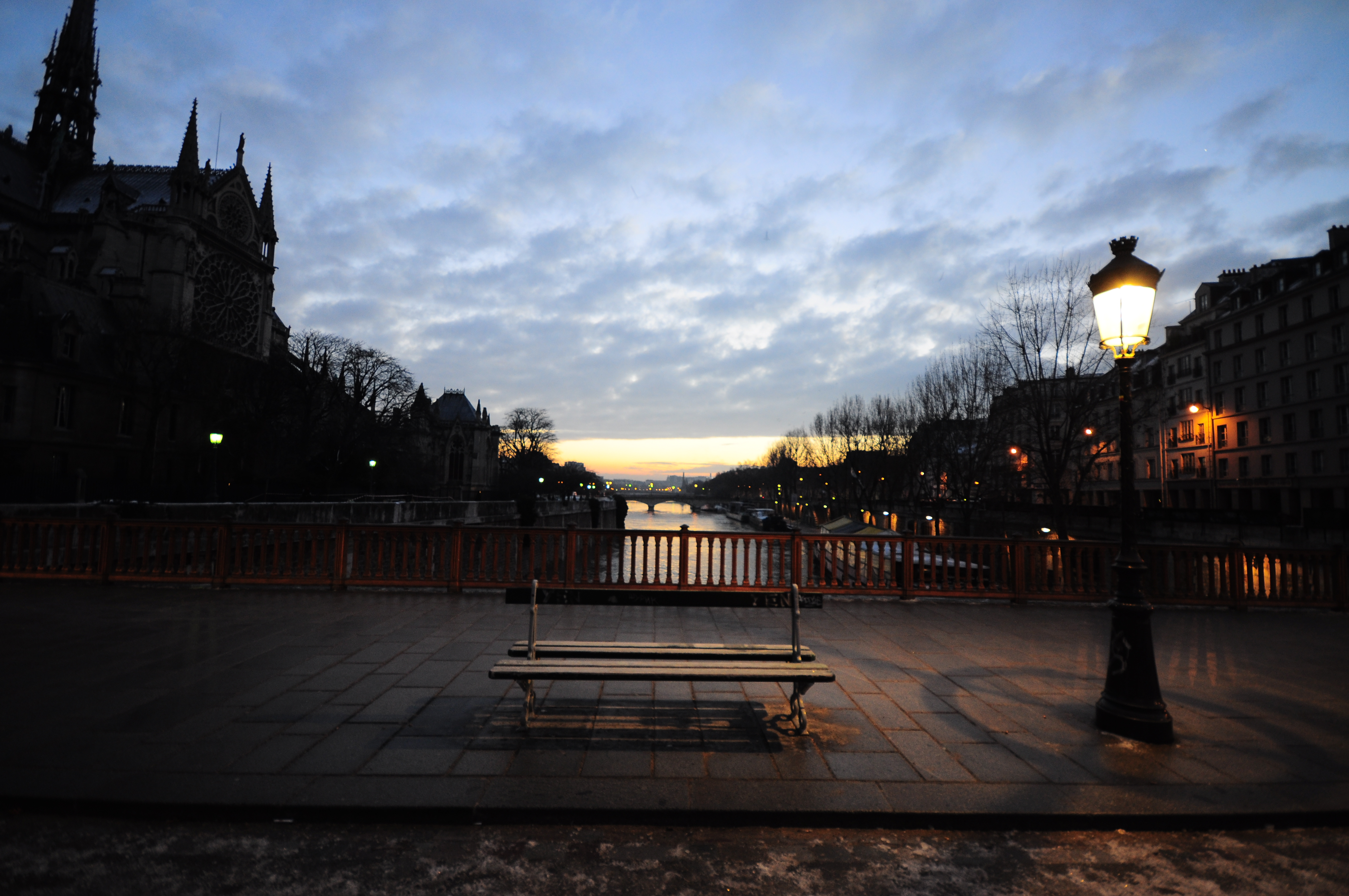
Ponte ao amanhecer.